# Sei concerti, Op. 11 (Vivaldi)
L'opus 11 di Antonio Vivaldi è una serie di concerti per violino e per oboe (il n. 6) composti nel 1729.
- Concerto n. 1 per violino, archi e basso continuo in Re maggiore, RV 207

Allegro
Largo
Allegro
- Concerto n. 2 per violino, archi e basso continuo in Mi minore, "Il favorito", RV 277

Allegro
Andante
Allegro
- Concerto n. 3 per violino, archi e basso continuo in La maggiore, RV 336

Allegro
Largo e cantabile
Allegro
- Concerto n. 4 per violino, archi e basso continuo in Sol maggiore, RV 308

Allegro
Largo
Allegro
- Concerto n. 5 per violino, archi e basso continuo in Do minore, RV 202

Allegro
Andante
Allegro
- Concerto n. 6 per oboe, archi e basso continuo in Sol minore, RV 460

Allegro
Largo e cantabile
Allegro